# Campionat de Catalunya d'hoquei sobre herba femení 2023-2024
El Campionat de Catalunya Divisió d'Honor Femenina 2023-24 fou la seixanta-setena edició de la competició. Se celebrà el 29 d'agost fins al 10 de setembre de 2023 i fou organitzada per la Federació Catalana de Hockey. Hi participaren cinc equips, la majoria dels quals competeixen a la Lliga espanyola d'hoquei sobre herba. La competició es disputa en dues fases, una primera, en format de lliga regular a una volta, i una segona, amb semifinals i final. A la primera fase, els clubs participants es distribuïren en dos grups i disputaren una lligueta de tres jornades. Accediren a la fase final els dos primers classificats d'ambdós grups. La final del campionat es disputa el 9 i 10 de setembre a les instal·lacions del Júnior Futbol Club.
Es proclamà campió el Club Egara, que s'imposà a la final per 3 a 1 al Júnior FC. El club egarenc aconseguí el seu quart campionat de Catalunya..

## Clubs participants
- Atlètic Terrassa Hockey Club
- Club Egara
- Júnior Futbol Club
- Reial Club de Polo de Barcelona
- Club Deportiu Terrassa

## Primera fase

### Lligueta
| 29 d'agost         | Júnior FC | 0-1     | Club Egara   | Sant Cugat del Vallès                                               |  |
| 20:30 CET Partit 1 |           | Informe | Inserser 12' | Instal·lacions del Júnior FC Àrbitres: Toni Devant i Albert Carnicé |  |

| 30 d'agost         | RC Polo   | 1-2     | Atlètic Terrassa HC         | Barcelona                                                                       |  |
| 20:45 CET Partit 2 | Ortiz 33' | Informe | Clotet 28' · Gomes 32' (p.) | Instal·lacions del Reial Club de Polo Àrbitres: Kety Gorgadze i Núria Izaguirre |  |

| 31 d'agost         | CD Terrassa | 0-0     | Atlètic Terrassa HC | Terrassa                                                     |  |
| 19:00 CET Partit 3 |             | Informe |                     | Camp de Les Pedritxes Àrbitres: Gerard Tella i Kety Gorgadze |  |

| 5 de setembre      | RC Polo                             | 2-0     | CD Terrassa | Barcelona                                                                         |  |
| 20:45 CET Partit 4 | Giné 40' (p.) · Portabella 44' (p.) | Informe |             | Instal·lacions del Reial Club de Polo Àrbitres: Beatriz Estefanell i Albert Carné |  |

### Classificació

#### Grup 1
| Pos | Equip               | PJ | PG | PE | PP | GF | GC | DG | Pts |                                |  | EGA | POL | TER |
| --- | ------------------- | -- | -- | -- | -- | -- | -- | -- | --- | ------------------------------ |  | --- | --- | --- |
| 1   | Atlètic Terrassa HC | 2  | 1  | 1  | 0  | 3  | 2  | +1 | 4   | Classificats per la fase final |  | —   | 2–1 | 0–0 |
| 2   | RC Polo             | 2  | 1  | 0  | 1  | 3  | 2  | +1 | 3   | Classificats per la fase final |  |     | —   | 2–0 |
| 3   | CD Terrassa         | 2  | 0  | 1  | 1  | 0  | 2  | −2 | 1   |                                |  |     |     | —   |

#### Grup 2
| Pos | Equip      | PJ | PG | PE | PP | GF | GC | DG | Pts |                                |  | EGA | JUN |
| --- | ---------- | -- | -- | -- | -- | -- | -- | -- | --- | ------------------------------ |  | --- | --- |
| 1   | Club Egara | 1  | 1  | 0  | 0  | 1  | 0  | +1 | 3   | Classificats per la fase final |  | —   | 1–0 |
| 2   | Júnior FC  | 1  | 0  | 0  | 1  | 0  | 1  | −1 | 0   | Classificats per la fase final |  |     | —   |

## Fase final

### Quadre de competició
|  | Semifinals               | Semifinals |                          |   | Final | Final |
|  |                          |            |                          |   |       |       |
|  | 7 de setembre 21:00 CET  |            |                          |   |       |       |
|  |                          |            |                          |   |       |       |
|  | Atlètic Terrassa HC      | 1          |                          |   |       |       |
|  | Atlètic Terrassa HC      | 1          | 10 de setembre 15:00 CET |   |       |       |
|  | Júnior FC                | 3          |                          |   |       |       |
|  | Júnior FC                | 3          | Júnior FC                | 1 |       |       |
|  | 7 de setembre 20:30 CET  |            | Júnior FC                | 1 |       |       |
|  |                          | Club Egara | 3                        |   |       |       |
|  | Club Egara               | Club Egara | 3                        | 2 |       |       |
|  | Club Egara               |            |                          | 2 |       |       |
|  | RC Polo                  | 0          |                          |   |       |       |
|  | RC Polo                  | 0          | Tercer lloc              |   |       |       |
|  |                          |            |                          |   |       |       |
|  | 10 de setembre 11:00 CET |            |                          |   |       |       |
|  |                          |            |                          |   |       |       |
|  | RC Polo                  | 0          |                          |   |       |       |
|  | RC Polo                  | 0          |                          |   |       |       |
|  | Atlètic Terrassa HC      | 1          |                          |   |       |       |

### Final
| 10 de setembre 18:00 CET Final |

| Júnior FC     | 1-3             | Club Egara                       |
| ------------- | --------------- | -------------------------------- |
| Hernández 22' | Informe Notícia | Herrero 1' (p.) · Muñoz 24', 42' |

| Camp del Júnior FC, Sant Cugat del Vallès Àrbitres: Franc Tormo, Beatriz Estefanell i Esteve Casas |

| }} Júnior FC | }} Club Egara |

| #                  | Pos. | Nom                     |  |
| ------------------ | ---- | ----------------------- |  |
| 2                  | POR  | Delfina Radrizzani      |  |
| 4                  |      | Laura Bosch             |  |
| 6                  |      | Teresa Lima             |  |
| 7                  |      | Carlota Petchamé        |  |
| 8                  |      | Marta Puntí             |  |
| 9                  |      | Ivet Martí              |  |
| 11                 |      | Maria Gesti             |  |
| 12                 |      | Jessie Linde            |  |
| 14                 |      | Marta Lamoglia          |  |
| 15                 |      | Anna Gardsjord          |  |
| 18                 |      | Mariona San José        |  |
| 19                 |      | Anna Serrahima          |  |
| 20                 |      | Gabriela Pérez          |  |
| 21                 |      | Maria Victoria Granatto |  |
| 22                 |      | Laia Vidosa             |  |
| 23                 |      | Monica Hernàndez        |  |
| 29                 |      | Jana Martínez           |  |
| Entrenador         |      |                         |  |
| Guillermo Carnicer |      |                         |  |

| Campió de Catalunya d'hoquei 2023-24 |
| ------------------------------------ |
| Club Egara Quart títol               |

| #          | Pos. | Nom              |  |
| ---------- | ---- | ---------------- |  |
| 1          | POR  | Mariona Girabent |  |
| 3          |      | Júlia Fernández  |  |
| 5          |      | Júlia Almirall   |  |
| 6          |      | Anna Gispert     |  |
| 7          |      | Laura Real       |  |
| 9          |      | Júlia Clapes     |  |
| 10         |      | Laia Insenser    |  |
| 11         |      | Marta Grau       |  |
| 13         |      | Claudia Adell    |  |
| 14         |      | Sofia Keenan     |  |
| 15         |      | Maialen García   |  |
| 17         |      | Berta Muñoz      |  |
| 18         |      | Júlia Pons       |  |
| 21         |      | Marta Fuentes    |  |
| 22         |      | Mireia Herrero   |  |
| 25         |      | Marta Mitjavila  |  |
| 27         |      | Queralt Colet    |  |
| 32         |      | Celia Milan      |  |
| Entrenador |      |                  |  |
| Oriol Mata |      |                  |  |